# کاشالیا
کاشالیا (انگلیسی: Kashalya) یک شهرک در شهرستان ملئوزوفسکی استان باشقیرستان کشور روسیه است.